# Arthur’s Town
Arthur’s Town – miasto na Bahamach; 1163 mieszkańców (2013); na wyspie Cat Island. Trzynaste co do wielkości miasto kraju.